# Androlaelaps casalis
Espèce
Androlaelaps casalis (autrefois aussi dénommé Iphis casalis) est une espèce d'acariens prédateurs d'autres acariens et d'autres microinvertébrés. On peut le trouver dans les terriers (de l'hirondelle de rivage par exemple ou les nids d'oiseaux,, dans les poulaillers ou dans les stocks de certains produits alimentaires où il recherche des proies.
Il n'est pas supposé pouvoir mordre ou piquer des oiseaux, mammifères (dont humains) car ses mandibules ne sont pas conçues pour aspirer du sang ou de la chair hydrolysée mais pour être le prédateur d'autres acariens ou très petits organismes.

## Lutte biologique
Comme Androlaelaps casalis consomme notamment des acariens parasites des volailles, il a été proposé comme vecteur de lutte biologique contre 
- les larves de tiques (avec Hypoaspis sp)
- les acariens qui infestent les stocks de céréales[6]
- contre des acariens Tyroglyphid (avec également Cheyletus eruditus, un autre prédateur)[7].

- Le pou rouge des volailles (Dermanyssus gallinae) qui pullule de plus en plus souvent dans les poulaillers, avec des souches de plus en plus résistantes aux acaricides autorisés (l'un de ces acaricides a d'ailleurs été à l'origine du scandale des œufs contaminés). 
Des individus d' A. casalis avec des abdomens colorés en rouge peuvent alors être retrouvés, cette couleur est due au fait qu'ils ont absorbé des acariens parasites gorgés de sang.

## Pathogénicité
Il n'est pas supposé s'attaquer à l'Homme, mais il semble pouvoir être associé à une dermatite chez celui-ci.
Des années 1960 à 1990, on a expérimentalement infecté plusieurs espèces d'acariens (Haemogamasus nidi, H. hirsutus, Eulaelaps stabularis, Androlaelaps fahrenholzi & A. casalis) avec la bactérie responsable de la fièvre Q. Les acariens semblent pouvoir être réservoir, la bactérie étant retrouvée dans leurs excréments... mais on ne pouvait pas isoler la bactérie directement des acariens prélevés dans les nids et A casalis ne semble pas être une source directe de microbes,
.